# Barnardia japonica
Barnardia japonica är en sparrisväxtart som först beskrevs av Carl Peter Thunberg, och fick sitt nu gällande namn av Schult. och Julius Hermann Schultes. Barnardia japonica ingår i släktet Barnardia och familjen sparrisväxter. Inga underarter finns listade i Catalogue of Life.

## Bildgalleri

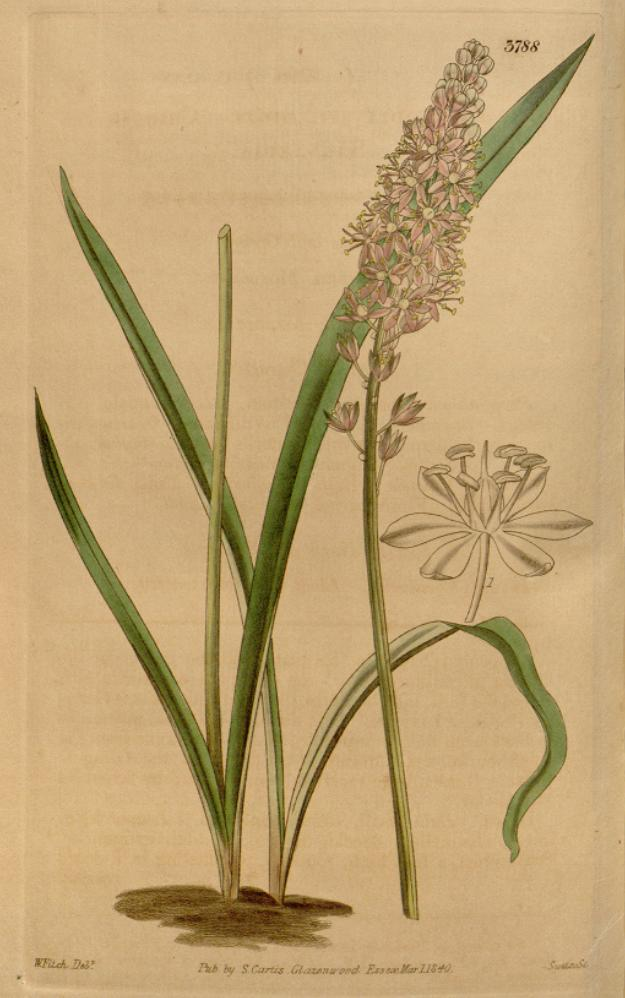
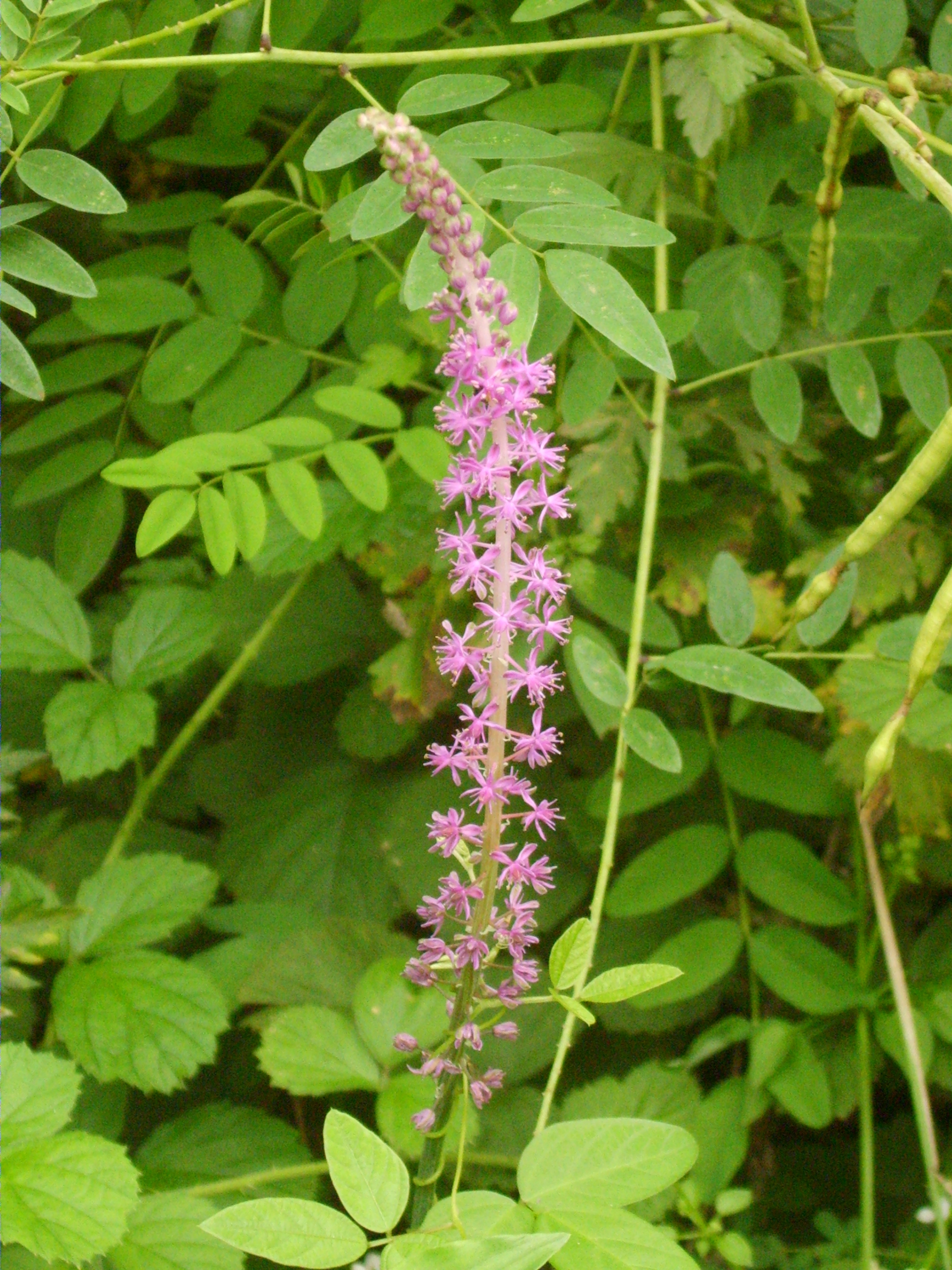
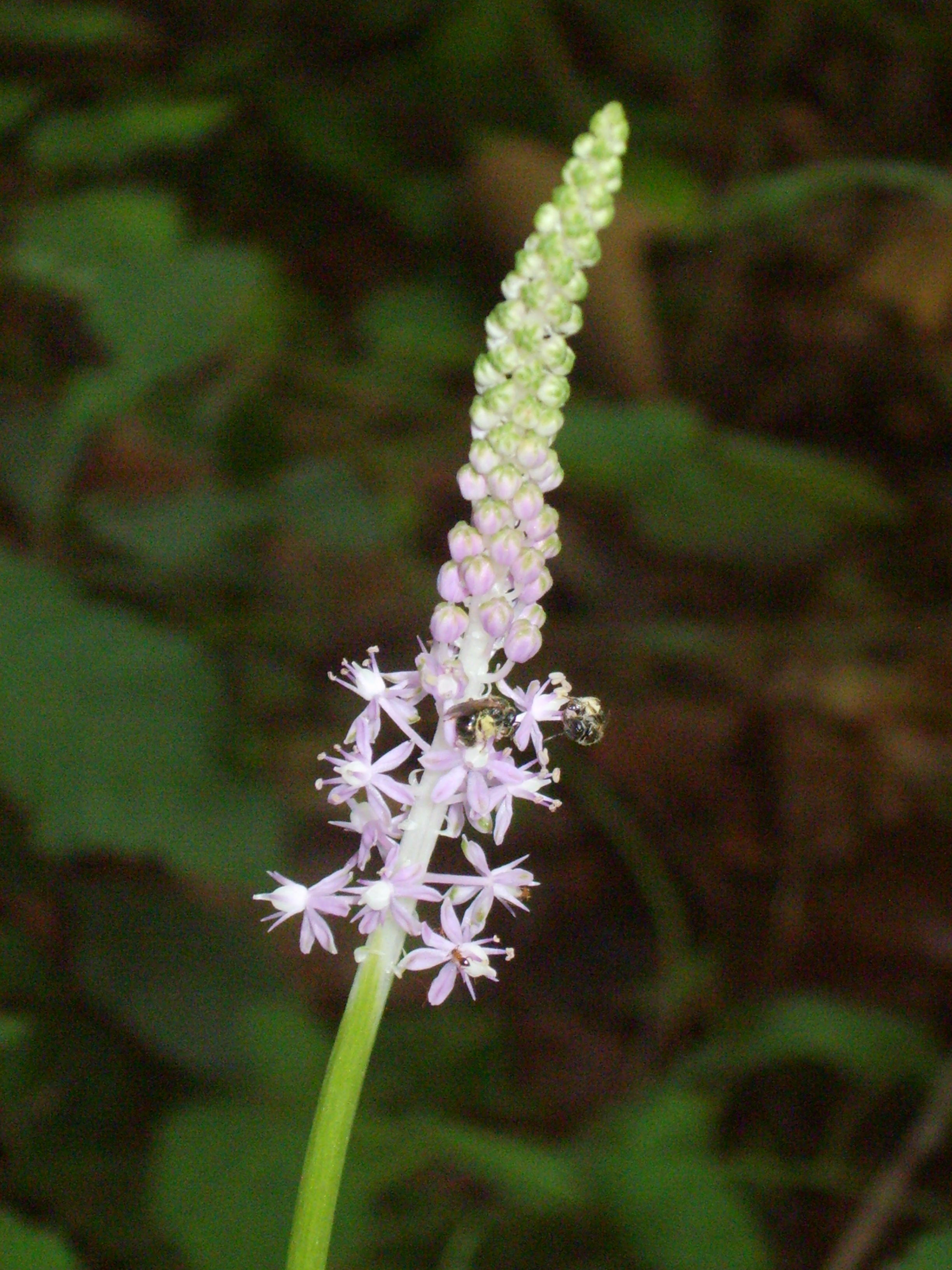
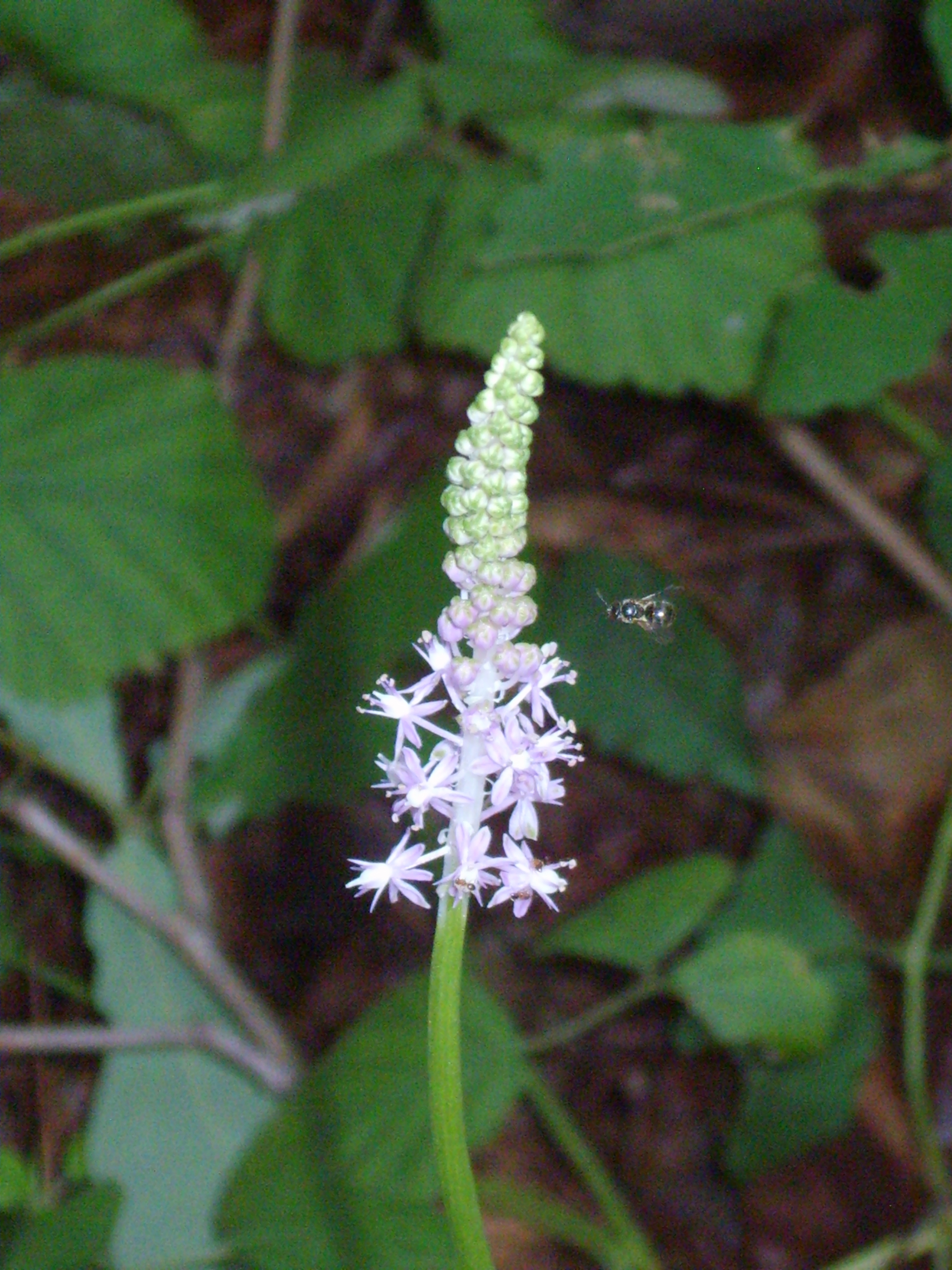
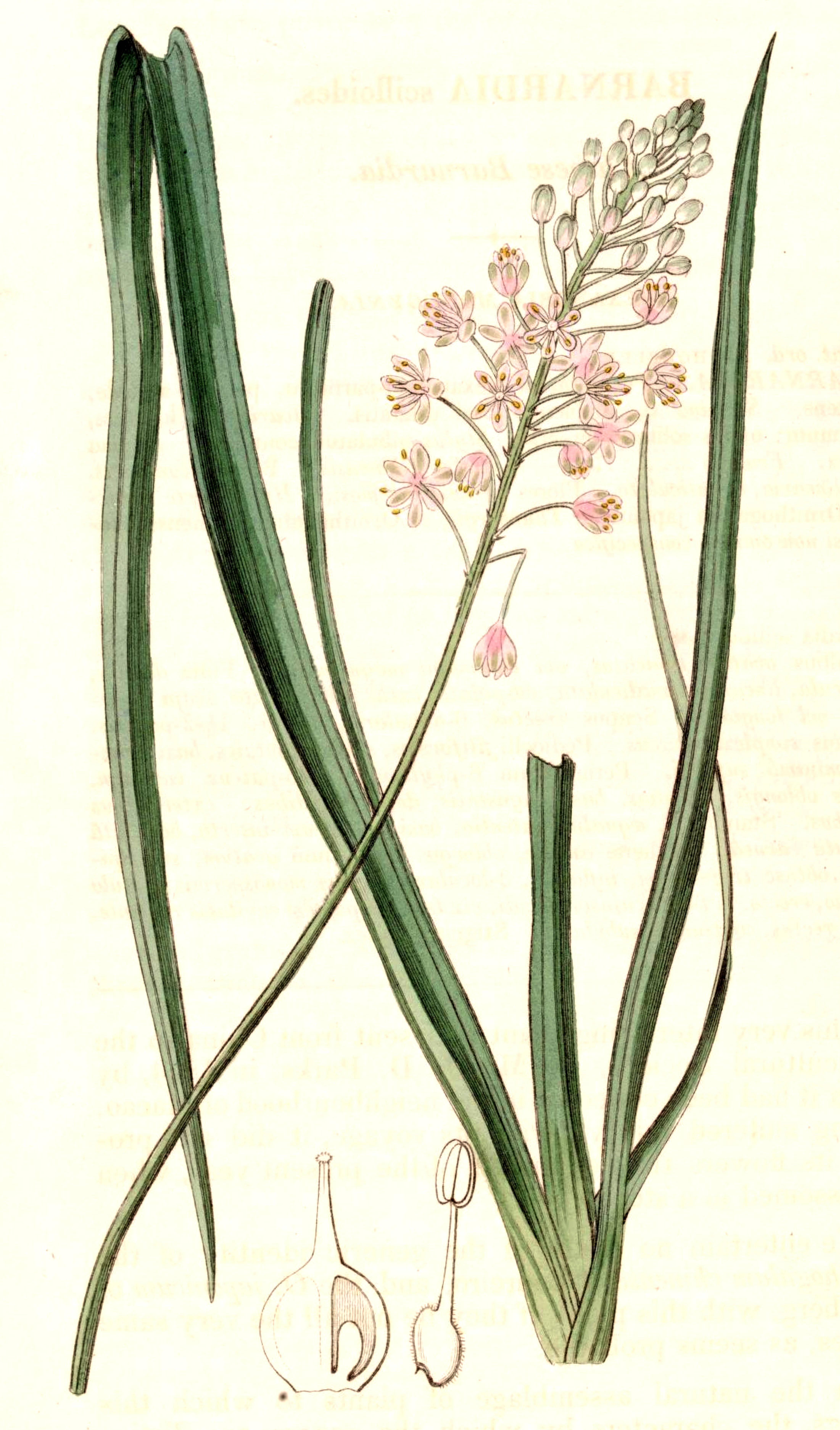
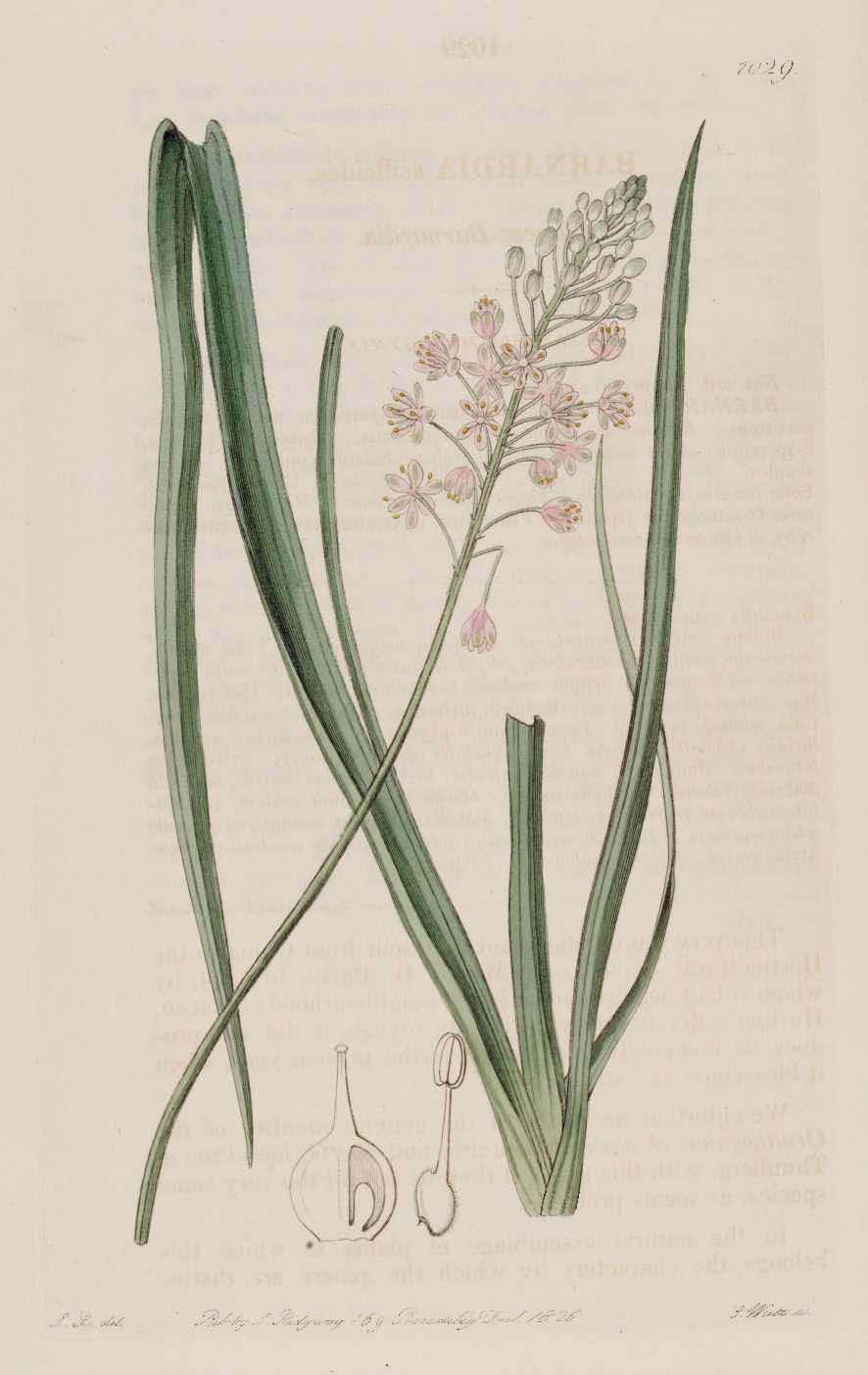